# مارسيل بيري
مارسيل بيري (بالإنجليزية: Marcel Berry)‏ هو لاعب كرة قدم أمريكي في مركز الدفاع، ولد في 28 أغسطس 1997 في شارلوتسفيل في الولايات المتحدة. لعب مع دي موين  مانس ‏.